# Karl Krumbacher

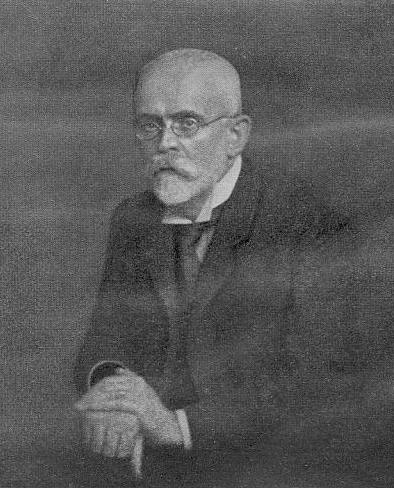
Karl Krumbacher

Karl Krumbacher (* 23. September 1856 in Kürnach im Allgäu, Bayern; † 12. Dezember 1909 in München) war ein deutscher Byzantinist und Neogräzist. Er kann als Begründer der Byzantinistik als selbständiger akademischer Disziplin angesehen werden.

## Leben
Krumbacher lebte während seiner Schul- und Gymnasialzeit in Kempten (Allgäu). Dort studierte er am Humanistischen Gymnasium Kempten. Danach studierte ab 1876 Klassische Philologie und Indogermanistik an den Universitäten München und Leipzig, 1879 legte er das Staatsexamen ab, danach war er bis 1891 im Schuldienst tätig. 1883 folgte die Promotion, 1885 die Habilitation für Mittel- und Neugriechische Philologie. In München war er auch ab 1897 Professor für mittelalterliche und moderne griechische Sprache und Literatur und damit Inhaber des ersten Lehrstuhls für Byzantinistik.
Zu seinen Schülern gehört August Heisenberg, der der Nachfolger auf seinem Lehrstuhl in München war.
Sein Onkel war der Chorleiter der Oberammergauer Passionsspiele Johannes Diemer.

## Werke
Sein Hauptwerk ist die Geschichte der byzantinischen Litteratur von Justinian bis zum Ende des oströmischen Reiches (1891), von dem 1897 eine zweite Ausgabe unter Mitarbeit von Albert Ehrhard (Theologie) und Heinrich Gelzer (Skizze der byzantinischen Geschichte von 395 bis 1453) erschien. Der Wert der Arbeit wird stark gesteigert durch die ausgearbeitete Bibliographie im Hauptteil und in besonderen Ergänzungen.
Krumbacher gründete die Byzantinische Zeitschrift (1892) und das Byzantinische Archiv (1898). Die Ergebnisse einer ausgiebigen Reise nach Griechenland sind Bestandteil seiner Griechischen Reise (1886). Andere Werke sind: Casia (1897), eine Abhandlung über eine byzantinische Dichterin aus dem 9. Jahrhundert mit Fragmenten ihrer Poesie, Die griechische Litteratur das Mittelalters in P. Hinnebergs Die Kultur der Gegenwart, I 8 (1905); Das Problem der neugriechischen Schriftsprache (1902), in dem er heftig den Anstrengungen der Puristen entgegentritt, den klassischen Stil in der modernen griechischen Literatur wieder einzuführen, und Populäre Aufsätze (1900).
Ein Schriftenverzeichnis seiner Werke findet sich in der Byzantinischen Zeitschrift 19  aus dem Jahr 1910 auf den Seiten 700–708.

## Mitgliedschaften
- 1890 wurde er zum außerordentlichen Mitglied der Münchner Akademie gewählt.
- 1894 wurde er als korrespondierendes Mitglied in die Russische Akademie der Wissenschaften in Sankt Petersburg aufgenommen.[3]
- 1900 wurde er als korrespondierendes Mitglied in die Kaiserliche Akademie der Wissenschaften in Wien aufgenommen.[4]
- 1904 wurde er zum korrespondierenden Mitglied der British Academy gewählt.[5]
- 1905 nahm ihn die Académie royale des Sciences, des Lettres et des Beaux-Arts de Belgique als assoziiertes Mitglied auf.[6]